# 君士坦丁七世
君士坦丁七世·弗拉維烏斯（羅馬化：Kōnstantinos VII Flāvios；905年5月17/18日—959年11月9日），绰号“生於紫色寝宫（正統嫡系的）（希腊语：Πορφυρογέννητος，转写：Porphyrogennētos）”，通称君士坦丁七世，是拜占庭帝国马其顿王朝的第四位皇帝，在位时间为913年6月6日至959年11月9日。他是皇帝利奧六世和他的第四任妻子佐伊·卡波诺辛纳的儿子，也是他的前任皇帝亞歷山大的侄子。因博學多聞又著作豐富，被譽為「哲學家君王」。

## 生平
君士坦丁七世于905年出生在君士坦丁堡，他是利奧六世的私生子，亚历山大的侄子，之后又经历了一段非正统的第四次婚姻。为了使他的地位合法化，他的母亲在皇宫的紫室生下了他，绰号为生於紫室者Porphyrogennetos。908年5月15日，两岁的他被他的父亲和叔叔象征性地推上了王位，因为在位皇帝的皇子之中，出生于紫室的儿子相较于更为年长但是没有出生在紫室的儿子在继承顺序中更加优先。

## 外交
西元896年利奥六世（拜占庭）向保加利亞西美昂大帝签订了每年进贡的条件，在913年被亚历山大取消而引起战争，最后西美昂大帝被加冕为 全保加利亞人和希臘人的皇帝，保加利亚才退兵。
基辅罗斯的两次入侵，谈判条件後退兵。

## 内政
尽管在战争上跟父亲利奥六世一样的妥协。在内政上却和父亲一样精明，没有什么危机。在内政上为尼基弗鲁斯二世，約翰一世和巴西尔二世等人的征服打定了基础。

## 著名作品
- 《典仪论》
- 《帝国行政论》
- 《论农业（英语：Geoponica）》
- 《君士坦丁摘录》
- 《论军区》（De thematibus）